# Regress-Kennziffern
Regress-Kennziffern sind Teil der Bewertung des Schadenmanagements eines Versicherungsunternehmens.
Ein Instrument zur Reduzierung von Schadensaufwendungen ist der Regress. 
Die Erlöse solcher Regresse vermindern die Aufwendungen aus der Schadensregulierung bzw. aus der Leistungserbringung des Versicherers und verbessern so deren Schaden-Kosten-Quote. Den Erfolg bei der Durchführung von Regressen kann der Versicherer mit folgenden Kennziffern messen:
- Regressquote brutto: Diese Quote wird in Prozent gemessen und beschreibt das Verhältnis der Erlöse aus Regressen gegen Schadenverursacher zu den vereinnahmten Beiträgen aus den Versicherungsverträgen.

- Regressquote netto: Diese Quote wird in Prozent gemessen und beschreibt das Verhältnis der Erlöse aus Regressen gegen Schadenverursacher zu den Aufwendungen aus der Schadensregulierung bzw. aus der Leistungserbringung zu den Versicherungsverträgen.

- Regressfrequenz brutto: Diese Quote wird in Prozent gemessen und beschreibt das Verhältnis der Zahl der Schäden mit Erlösen aus Regressen gegen Schadensverursacher zu der Zahl der Versicherungsverträge mit den Versicherungsnehmern.

- Regressfrequenz netto: Diese Quote wird in Prozent gemessen und beschreibt das Verhältnis der Zahl der Schäden mit Erlösen aus Regressen gegen Schadensverursacher zu der Zahl der Schäden mit Aufwendungen aus der Schadensregulierung bzw. aus der Leistungserbringung zu den Versicherungsverträgen mit den Versicherungsnehmern.